# Cristóvão da Lícia
São Cristóvão (em grego:  Άγιος Χριστόφορος 'hágios Christóforos' (combinação de Χριστός (Christós) "Cristo" + φέρω (féro̱) "carregar", literalmente "que carrega Cristo"), em latim: Christophorus) é um santo da Igreja Católica.
Considerado um mártir cristão, São Cristóvão foi morto na região da Lícia durante o reinado de Décio, imperador romano do século III. Igrejas e mosteiros foram nomeados em sua homenagem a partir do século V.

## Lenda de São Cristóvão
Um rei pagão em Canaã ou na Arábia, através das preces de sua esposa teve um filho a quem batizou de Reprobus (Offerus), dedicando-o ao deus Apolo. Adquirindo tamanho e força extraordinárias com o tempo, Reprobus resolveu servir apenas ao mais forte e bravo. Em sua busca por tais indivíduos, ele primeiro serviu a um rei muito poderoso mas parou de segui-lo porque ele temia Satanás, e a um indivíduo que alegava ser o próprio Satanás mas acabou por achar que ele também não era o mais forte porque temeu uma cruz na estrada. Em seguida, ele encontra um eremita que lhe educou na fé cristã, batizando-o. Reprobus se recusou a jejuar e a rezar para Cristo, mas aceitou a tarefa de ajudar as pessoas a atravessar um rio perigoso, no qual muitos haviam morrido ao tentar fazer a travessia.
Certo dia, Reprobus fez a travessia de uma criança que ficava cada vez mais pesada, de tal maneira que ele sentia como se o mundo inteiro estivesse sobre os seus ombros. Após a travessia, a criança revelou ser o Criador e o Redentor do mundo. Daí provém o nome Cristóvão, que significa "aquele que carrega Cristo". Em seguida, a criança ordenou a Reprobus que fixasse seu bastão na terra. Na manhã seguinte, apareceu no mesmo local uma exuberante palmeira. Este milagre converteu muitos, despertando a fúria do rei da região. Cristóvão foi preso e, depois de um martírio cruel, decapitado.
A análise histórica das lendas de São Cristóvão sugere que Reprobus (Cristóvão) viveu durante o período de perseguição aos cristãos do imperador Décio ou do imperador Diocleciano, e que ele foi capturado e martirizado pelo governador da Antioquia. De acordo com o historiador David Woods, os restos mortais de Cristóvão foram possivelmente levados para Alexandria por Pedro I, onde teriam sido confundidos com os do mártir egípcio São Menas.

## Historicidade

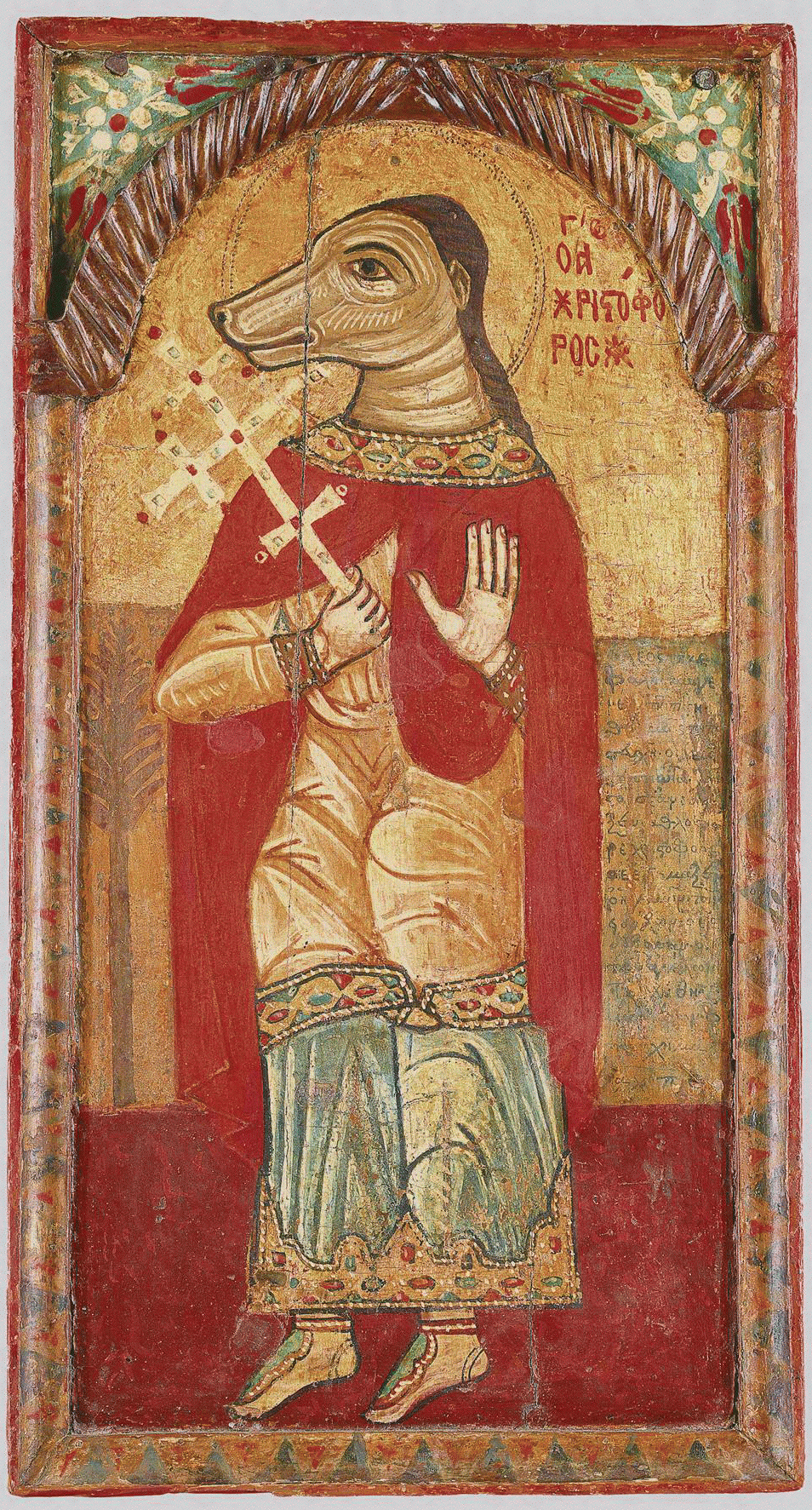
Ícone ortodoxo de São Cristóvão como cinocéfalo

Apesar de ser um dos santos mais populares do mundo, muito pouco se sabe ao certo sobre sua vida. Provavelmente a fonte mais importante da historicidade de São Cristóvão é uma inscrição em pedra publicada por Louis Duchesne em 1878.
A pedra do tamanho de 2 x 1 m foi encontrada nas ruínas de uma igreja na antiga Calcedônia, construída e consagrada em honra ao Martírio de São Cristóvão. A inscrição diz o seguinte:
Com Deus foi lançada a pedra fundamental do martírio de São Cristóvão na terceira Indicção no mês de maio [de 449 d.C.] sob o Consulado dos ilustres Florentius Romanus Protogenes e Asturius sob o imperador Teodósio II e bispo Eulalios de Calcedônia. Mas foi mandada construir pelo venerável camareiro Eufémido, e a consagração realizou-se no final da quinta Indicção no mês de setembro [de 452 d.C.], no dia 22, sob o consulado dos ilustres Esporácio e Herculano 
Conforme o  arqueólogo alemão Carl Maria Kaufmann:
A construção desta igreja, erguida em honra de São Cristóvão, durou de maio de 449 a 22 de setembro de 452, onde ocorreu a sua consagração e dedicação. Os nomes das personalidades mencionadas, os cônsules, do bispo Eulílio, são conhecidos da história do IV Concílio Ecumênico, que se reuniu durante o período de construção no mesmo terreno ao qual pertence nossa inscrição (Calcedônia, 451). Teodósio II morreu dois meses após o início da construção. As inscrições da igreja comemoram o cubicularius Euphemius, muitas vezes o fundador ou construtor como arquiteto ou líder de construção.

## Celebração
São Cristóvão é venerado em 9 de março na Grécia, em 9 de maio pela Igreja Ortodoxa, em 16 de novembro em Cuba e em 10 de julho em algumas localidades da Espanha. O Calendário Tridentino da Igreja Católica permitia a celebração de São Cristóvão no dia 25 de julho, apenas em missas privadas. Esta restrição foi removida mais tarde. Apesar da Igreja Católica ainda aprovar a devoção a ele, o listando entre os mártires romanos venerados em 25 de julho, ela removeu seu dia festivo do calendário católico de santos em 1969. Na época, a igreja declarou que a celebração não era de tradição romana, tendo em vista sua adesão tardia (por volta do ano de 1550) e limitada ao calendário romano.
A Igreja Católica argumenta que quase nada de histórico é conhecido sobre a vida e a morte de São Cristóvão, embora "quase nada" não signifique "absolutamente nada", apesar de várias lendas serem atribuídas a ele. A mais popular se origina da Legenda Áurea, uma compilação de histórias de santos do século XIII. Com as descobertas de Matthieu Paranikas e Louis Duchesne, negar a figura histórica real de São Cristóvão é um completo absurdo.

## Veneração e padroado

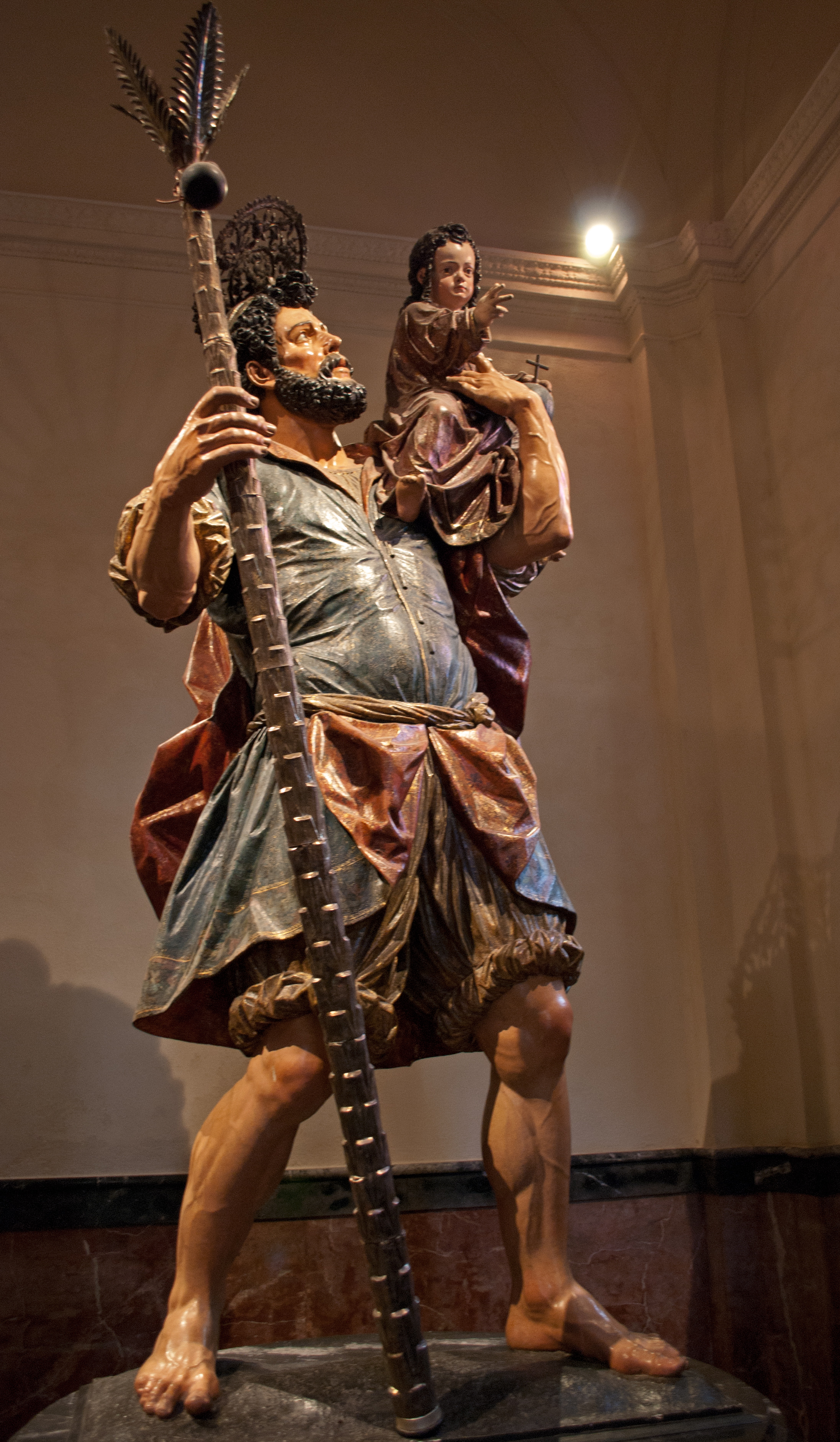
São Cristóvão por Juan Martínez Montañés

A lenda de São Cristóvão, de origem grega, provavelmente teve início no século VI. Em meados do século IX, já havia se espalhado pela França. Originalmente Cristóvão era apenas um mártir e, como tal, é registrado nos antigos martirológios. A passagem simples sobre sua vida logo deu lugar a lendas mais elaboradas. A ideia vinculada a seu nome, primeiramente entendida no sentido espiritual, como "aquele que carrega Cristo no coração", foi tomando um sentido mais literal por volta dos séculos XII e XIII, se tornando o principal feito do santo. O fato dele ser frequentemente chamado de "grande mártir" pode ter dado origem à história de que possuía estatura enorme. O rio e o peso da criança podem ter sido acrescentados como maneira de identificar as provações e lutas de uma alma que têm sobre si o jugo de Cristo neste mundo.
Antes da canonização formal de São Cristóvão no século XV, muitos santos eram proclamados divinos por aclamação popular. Isto significa que os processos de canonização de então se davam de maneira muito mais rápida, mas muitos dos santos eram baseados em lendas, na mitologia pagã ou até mesmo em outras religiões. Em 1969, a Igreja Católica examinou todos os santos de seu calendário para ver se realmente havia evidências históricas de que eles existiram e viveram uma vida de santidade. Nesta análise, a Igreja concluiu que havia pouca evidência de que muitos santos, incluindo alguns muito populares, existiram de fato. Cristóvão foi um dos santos cuja vida teria sido baseada em grande parte em lendas e, assim sendo, teve seu nome retirado do calendário hagiológico. Alguns santos, como Santa Úrsula, tiveram suas vidas consideradas tão lendárias que seus cultos foram completamente reprimidos. Cristóvão, por sua vez, teve seu culto restrito a calendários locais.
Cristóvão sempre foi um santo muito popular, sendo reverenciado especialmente por atletas, marinheiros, barqueiros e viajantes. Ele é reverenciado como um dos catorze santos auxiliares. Seu padronado é vasto, sendo mais conhecido por assuntos relacionados a viagem. Também é padroeiro de vários locais, tais como Baden, Barga, Mecklemburgo, Brunswick, Rab, São Cristóvão, Mondim de Basto,[carece de fontes?] Vilnius[carece de fontes?] e Havana.